# Tsukasa Morimoto
Tsukasa Morimoto (森本 良 Morimoto Tsukasa?, 24 de junio de 1988, Nagoya, Aichi) es un futbolista japonés que juega como defensa en el Vonds Ichihara, de la liga de fútbol de Kanto, parte de la quinta división del Japón.

## Trayectoria

### Clubes
| Club           | País  | Año         |
| -------------- | ----- | ----------- |
| Sagan Tosu     | Japón | 2010        |
| Yokohama FC    | Japón | 2011 - 2015 |
| SC Sagamihara  | Japón | 2014        |
| Nara Club      | Japón | 2016 - 2021 |
| Vonds Ichihara | Japón | 2021 -      |

## Estadística de carrera

### J. League
| Club          | Año   | J. League | J. League | Copa J. League | Copa J. League | Total | Total |
| Club          | Año   | Part.     | Goles     | Part.          | Goles          | Part. | Goles |
| ------------- | ----- | --------- | --------- | -------------- | -------------- | ----- | ----- |
| Sagan Tosu    | 2010  | 3         | 0         | -              | -              | 3     | 0     |
| Yokohama FC   | 2011  | 16        | 1         | -              | -              | 16    | 1     |
| Yokohama FC   | 2012  | 23        | 3         | -              | -              | 23    | 3     |
| Yokohama FC   | 2013  | 10        | 0         | -              | -              | 10    | 0     |
| SC Sagamihara | 2014  | 14        | 0         | -              | -              | 14    | 0     |
| Yokohama FC   | 2015  | 10        | 0         | -              | -              | 10    | 0     |
| Total         | Total | 76        | 4         | 0              | 0              | 76    | 4     |